# Pycnopsyche rossi
Pycnopsyche rossi is een schietmot uit de familie Limnephilidae. De soort komt voor in het Nearctisch gebied.